# 2020年東京オリンピックのテニス競技・男子シングルス
2020年東京オリンピックのテニス競技・男子シングルス（2020ねんとうきょうオリンピックのテニスきょうぎ だんしシングルス）は、2021年7月24日から8月1日まで開催された。

## 概要
新型コロナウイルス感染症の世界的な流行により、オリンピック史上初めて1年延期となり、2021年に開催された。テニスが採用されるのは16回目のことであった。
ウィンブルドン選手権からわずか2週間後の開催であることも影響し、辞退者が多く出た。特に、ロジャー・フェデラー（膝の怪我）、ラファエル・ナダル（休養）、ドミニク・ティーム（コンディション不良）、スタン・ワウリンカ（リハビリ）、フアン・マルティン・デル・ポトロ（リハビリ）が欠場したことで、グランドスラム覇者は、ノバク・ジョコビッチ、マリン・チリッチ、アンディ・マリーの3選手のみの参加となった。また、アレックス・デミノーやダニエル・エバンスは新型コロナウイルスの検査で陽性反応が出たため欠場することになり、ニック・キリオスは無観客試合への不満から参加を辞退した。
ジョコビッチは「ゴールデン・スラム」を、マリーはオリンピック3連覇を目指す大会でもあった。

## 参加資格
各国内オリンピック委員会（NOC）は、最大4名の選手をエントリーすることができる。男子シングルスの予選は、主に2021年6月14日時点のATPランキングによって行われる。追加の制限として、選手は2017年から2020年の間のデビスカップのうち3大会で自国のチームに所属していなければならない（一部例外あり）。
男子シングルスの出場枠は64で、最初の56人はATPランキングを通じて割り当てられた。大陸予選による出場枠（ATPランキング300位以内が条件）が6つあり、大陸大会による4つ（2019年パンアメリカン競技大会で2つ、2018年アジア競技大会で1つ、2019年アフリカ競技大会で1つ）と、大陸制限のあるATPランキングによる2つ（ヨーロッパとオセアニアでそれぞれ1つ、他に出場資格のある選手がいないNOCからの出場が条件）であった。大陸大会の4つの出場権は世界ランキングよりも優先されるため、優勝者（ジョアン・メネゼス、マルセロ・トマス・バリオス・ベラ、デニス・イストミン、モハメド・サフワト）は56人にカウントされない（ただし、1国あたりの4つの制限にはカウントされる）。
開催国には1つの出場権が保証されている。日本選手がATPランキングを通じて出場権を獲得した場合、開催国枠は使用されず、ATPランキングの57番目の選手が追加される。なお今大会は錦織圭と西岡良仁がATPランキングで出場権を得たため使用されなかった。また、日本からは錦織と西岡のほか、ダニエル太郎と杉田祐一もATPランキングにより出場権を獲得した。
また、過去にオリンピックやグランドスラムで優勝したことのある選手で、現在のATPランキングで出場権を得ていない選手1名には、「キャリア・ワイルドカード」による出場権が与えられる。この出場枠は、オリンピックの金メダル獲得またはグランドスラムのシングルスで優勝した経験があり、ランキング上位300位以内で、まだ4人の選手を出場させていない国の選手であることが条件になっている。複数の選手がこれらの条件を満たしている場合、最も多くのタイトルを獲得している選手が出場権を得るが、それでも並ぶ場合は、最も高いランクの選手が権利を得る。マリーがこれに該当していたが、辞退者が続出したことで、ランキングにより出場することとなり、「キャリア・ワイルドカード」による選出は該当なしとなった。なお、マリーは大会直前に負傷を理由に出場辞退したため、ダブルスに出場を予定していたマックス・パーセルが代わりにシングルスにも出場した。同様にマートン・フチョビッチも直前に出場を辞退し、ルーク・サビルが代替として出場した。

## シード
1.    ノバク・ジョコビッチ (SRB) (準決勝, 4位)
 2.    ダニール・メドベージェフ (ROC) (準々決勝)
 3.    ステファノス・チチパス (GRE) (3回戦)
 4.    アレクサンダー・ズベレフ (GER) (優勝, 金メダル)
 5.    アンドレイ・ルブレフ (ROC) (1回戦)
 6.    パブロ・カレーニョ・ブスタ (ESP) (準決勝, 銅メダル)
 7.    フベルト・フルカチュ (POL) (2回戦)
 8.    ディエゴ・シュワルツマン (ARG) (3回戦)
 9.    フェリックス・オジェ＝アリアシム (CAN) (1回戦)
10.    ガエル・モンフィス (FRA) (1回戦)
11.    アスラン・カラツェフ (ROC) (2回戦)
12.    カレン・ハチャノフ (ROC) (決勝, 銀メダル)
13.    ロレンツォ・ソネゴ (ITA) (2回戦)
14.    ユーゴ・アンベール (FRA) (準々決勝)
15.    ファビオ・フォニーニ (ITA) (3回戦)
16.    アレハンドロ・ダビドビッチ・フォキナ (ESP) (3回戦)

## ドロー

### 準々決勝以降
|  | 準々決勝 | 準々決勝                       | 準々決勝                         | 準々決勝                 | 準々決勝 |                                  |                                | 準決勝                   | 準決勝    | 準決勝    | 準決勝    | 準決勝    |           |  | 決勝 | 決勝                             | 決勝 | 決勝 | 決勝 |
|  |          |                                |                                  |                          |          |                                  |                                |                          |           |           |           |           |           |  |      |                                  |      |      |      |
|  | 1        | ノバク・ジョコビッチ (SRB)     | 6                                | 6                        |          |                                  |                                |                          |           |           |           |           |           |  |      |                                  |      |      |      |
|  |          | 錦織圭 (JPN)                   | 2                                | 0                        |          |                                  |                                |                          |           |           |           |           |           |  |      |                                  |      |      |      |
|  |          | 錦織圭 (JPN)                   | 2                                | 0                        | 1        | ノバク・ジョコビッチ (SRB)       | 6                              | 3                        | 1         |           |           |           |           |  |      |                                  |      |      |      |
|  |          |                                |                                  |                          |          | ノバク・ジョコビッチ (SRB)       | 6                              | 3                        | 1         |           |           |           |           |  |      |                                  |      |      |      |
|  |          | 4                              | アレクサンダー・ズベレフ (GER)   | 1                        | 6        | 6                                |                                |                          |           |           |           |           |           |  |      |                                  |      |      |      |
|  | 4        | 4                              | アレクサンダー・ズベレフ (GER)   | 1                        | 6        | 6                                | アレクサンダー・ズベレフ (GER) | 6                        | 6         |           |           |           |           |  |      |                                  |      |      |      |
|  | 4        |                                |                                  |                          |          |                                  | アレクサンダー・ズベレフ (GER) | 6                        | 6         |           |           |           |           |  |      |                                  |      |      |      |
|  |          | ジェレミー・シャルディー (FRA) | 4                                | 1                        |          |                                  |                                |                          |           |           |           |           |           |  |      |                                  |      |      |      |
|  |          |                                |                                  |                          |          |                                  |                                |                          |           |           |           |           |           |  | 4    | アレクサンダー・ズベレフ (GER)   | 6    | 6    |      |
|  |          |                                | 12                               | カレン・ハチャノフ (ROC) | 3        | 1                                |                                |                          |           |           |           |           |           |  |      |                                  |      |      |      |
|  | 12       | カレン・ハチャノフ (ROC)       | 7                                | 4                        | 6        |                                  |                                |                          |           |           |           |           |           |  |      |                                  |      |      |      |
|  | 14       | ユーゴ・アンベール (FRA)       | 64                               | 6                        | 3        |                                  |                                |                          |           |           |           |           |           |  |      |                                  |      |      |      |
|  | 14       | ユーゴ・アンベール (FRA)       | 64                               | 6                        | 3        |                                  | 12                             | カレン・ハチャノフ (ROC) | 6         | 6         |           |           |           |  |      |                                  |      |      |      |
|  |          |                                |                                  |                          |          |                                  | 12                             | カレン・ハチャノフ (ROC) | 6         | 6         |           |           |           |  |      |                                  |      |      |      |
|  |          | 6                              | パブロ・カレーニョ・ブスタ (ESP) | 3                        | 3        |                                  |                                |                          | 3位決定戦 | 3位決定戦 | 3位決定戦 | 3位決定戦 | 3位決定戦 |  |      |                                  |      |      |      |
|  | 6        | 6                              | パブロ・カレーニョ・ブスタ (ESP) | 3                        | 3        | パブロ・カレーニョ・ブスタ (ESP) | 6                              | 7                        | 3位決定戦 | 3位決定戦 | 3位決定戦 | 3位決定戦 | 3位決定戦 |  |      |                                  |      |      |      |
|  | 6        |                                |                                  |                          |          | パブロ・カレーニョ・ブスタ (ESP) | 6                              | 7                        |           |           |           |           |           |  |      |                                  |      |      |      |
|  | 2        | ダニール・メドベージェフ (ROC) | 2                                | 65                       |          |                                  |                                |                          |           |           |           |           |           |  | 1    | ノバク・ジョコビッチ (SRB)       | 4    | 78   | 3    |
|  |          |                                |                                  |                          |          |                                  |                                |                          |           |           |           |           |           |  | 6    | パブロ・カレーニョ・ブスタ (ESP) | 6    | 6    | 6    |